# Innocent X
Pour le tableau de Vélasquez, voir Innocent X (Vélasquez).
Pour les articles homonymes, voir Innocent.
Giovanni Battista Pamphili, né à Rome le 6 mai 1574 et mort dans la même ville le 7 janvier 1655, est le 236e évêque de Rome et donc pape de l'Église catholique qu'il gouverne de 1644 à 1655, sous le nom d’Innocent X (en latin Innocentius X, en italien Innocenzo X).
Innocent X est connu pour ses talents politiques : pendant son règne, le Saint-Siège a considérablement augmenté son pouvoir temporel. Il a également été impliqué dans la guerre civile anglaise, les conflits en France et les hostilités avec les États italiens. En théologie, il est l'auteur de la bulle condamnant le jansénisme.

## Biographie
Né dans la grande famille patricienne des Pamphili par son père et Cancellieri par sa mère, Flaminia Cancellieri del Buffalo de Pistoia, il fit des études de droit canon au 'Collegio romano' des Jésuites de Rome. Il entra aussitôt à la curie romaine, où Clément VIII le nomma auditeur de la rote romaine. Grégoire XV l'employa ensuite comme nonce apostolique. Enfin, Urbain VIII le promut patriarche latin d'Antioche. Il fut créé cardinal in pectore lors du consistoire du 30 août 1627. Sa nomination fut publiée le 19 novembre 1629 et il reçut le 12 août 1630 la barrette de cardinal-prêtre avec le titre de Saint-Eusèbe.
Il fut élu pape le 15 septembre 1644, à la mort d'Urbain VIII, le lendemain de la fête liturgique de l'exaltation de la Sainte-Croix, malgré l'opposition du clan français, qui refusait tout candidat pro-espagnol. Mazarin est arrivé trop tard pour empêcher sa victoire. Il prend le nom d'Innocent X en mémoire d'Innocent VIII qui avait protégé l'établissement des Pamphili à Rome, il est couronné le 4 octobre. Très vite sa belle-sœur, Olimpia Maidalchini, veuve de son frère aîné, va prendre sur lui un irrésistible ascendant dont vont se gausser pendant toute la durée du règne les gazettes françaises et l'Église réformée. Ambitieuse, avide et intrigante, elle remplit d'elle-même chaque espace de la vie politique et sociale de Rome en devançant le personnage le plus important de la curie. De cette position, elle manœuvra à souhait les faits et les personnes en provoquant de nombreux incidents et en causant plus d'une déception au pape qui la protégea toujours.
Innocent X poursuivit les cardinaux Francesco et Antonio Barberini, neveux de son prédécesseur Urbain VIII, pour leurs malversations financières. Ceux-ci se réfugièrent en France. En 1646, il fulmina une bulle ordonnant aux cardinaux ayant quitté les États pontificaux sans sa permission d'y retourner sous six mois, faute de perdre leurs bénéfices, voire leur barrette. Le Parlement de Paris annula la bulle, et Mazarin dut menacer de faire donner ses troupes sur les États pontificaux pour faire plier Innocent X.
Il dénonça par le bref apostolique Zelo domus Dei (26 novembre 1648) les clauses religieuses du traité de Westphalie qui, un mois plus tôt, avait mis fin à la guerre de Trente Ans. À cette époque, le général de l'armée papale est le duc de Bouillon.
Il condamna les cinq propositions tirées de l'Augustinus de Jansenius par la bulle Cum occasione (31 mars 1653).
Innocent X fit construire neuf prisons, dont les Carceri Nuove à Rome, avec des critères caractérisés par une humanité peu commune pour l'époque. Il écrivit au tsar Alexis Ier de Russie en plaidant la cause des serfs et de la glèbe et en demandant leur affranchissement.
De 1644 à 1653, il transforme complètement la villa Pamphili à Rome, en confiant les travaux aux architectes Alessandro Algardi et Giovanni Francesco Grimaldi.
Il meurt le 7 janvier 1655. Olimpia en profita pour rafler tout ce qu'elle pouvait dans les appartements pontificaux. On raconte que sa dépouille resta abandonnée pendant trois jours sans que personne se charge de l'enterrement. Ce sera finalement son neveu Camillo qui fera ériger un monument.

## Succession apostolique
Innocent X a ordonné les évêques suivants :
- Cardinal Cesare Monti (1630)
- Évêque Antonio Brunachio (1632)
- Évêque Alessandro Gallo (en) (1632)
- Évêque Ottavio Branciforte (it) (1633)
- Archevêque Luigi Leonardo Mocenigo (1633)
- Évêque Pietro Filippi (en) (1633)
- Évêque Giacinto Cordella (1635)
- Évêque Piotr Parczewski (en) (1636)
- Cardinal Orazio Giustiniani, C.O. (1640)
- Cardinal Francesco Peretti di Montalto (1650)

## Représentations picturales
Son portrait par Diego Vélasquez est peint en 1650. Ce tableau, visible à la galerie Doria-Pamphilj à Rome, a inspiré plusieurs œuvres de Francis Bacon, dont l'Étude d'après le portrait du pape Innocent X par Velázquez, bien qu'il n'ait jamais vu l'original et qu'il ait, sur le tard, émis de fortes réticences sur leur qualité.